# 민족화해협의회
민족화해협의회(民族和解協議会)는 한국의 남북교류를 위해 결성된 조선민주주의인민공화국 조직으로, 1998년 6월에 결성되었다.

## 같이 보기
- 민족화해협력범국민협의회